# Паскаль Міло
Паскаль Міло (алб. Paskal Milo; нар. 18 серпня 1952, Palasë, Хімара) — албанський історик, політик, лідер Партії соціальної демократії Албанії. Він також був членом Народних зборів Албанії з 1992 року, професор албанської та зарубіжної літератури. Міло займав різні посади в албанському уряді наприкінці 1990-х і початку 2000-х років, зокрема був міністром закордонних справ (1997–2001).

## Біографія
Закінчив Університеті Тирани і має ступінь доктора філософії. Після праці міністром закордонних справ Албанії, він був міністром з європейської інтеграції у 2001–2002 роках.